# 第開特 (德克薩斯州)
第開特（英語：Decatur）是一個位於美國德克薩斯州懷斯縣的城市。根據2010年美國人口普查，該地共人口6042人，而該地的面積約為22.00平方千米。同時該地也是懷斯縣的縣治。

## 地理
第開特的座標為33°13′40″N 97°35′24″W / 33.22778°N 97.59000°W，而該地的平均海拔高度為336米（即1102英尺）。